# Cochiti
Els cochiti (keres oriental kotyie, "kiva de pedra") és una concentració de població designada pel cens dels Estats Units a l'estat de Nou Mèxic. Segons el cens del 2010 tenia 528 habitants. També són una tribu reconeguda federalment d'amerindis dels Estats Units de parla keres i cultura pueblo que administra una reserva índia de 271,64 kilòmetres quadrats de terres i que té també jurisdicció sobre el Monument Nacional Kasha-Katuwe Tent Rocks.
Situat a 35 kilòmetres al sud-oest de Santa Fe, la comunitat és un pueblo històric i està registrat com a districte històric al Registre Nacional de Llocs Històrics

## Toponímia
El topònim procedeix de la paraula espanyola cochití que deriva de la pronunciació incorrecta per Oñate en 1598 de la paraula kotyete que utilitzaven els keres per designar a la seva ciutat. La paraula kotyete significa kiva de pedra, una espècie de campament construït pels indis pueblo de Nou Mèxic.

## Demografia
Segons el cens de 2010 hi havia 528 persones residint a Cochití. La densitat de població era de 195,46 hab./km². Dels 528 habitants, Cochiti estava compost per l'1,52% blancs, el 95,08% eren amerindis, l'1,33% eren d'altres races i el 2,08% pertanyien a dues o més races. Del total de la població el 6,63% eren hispans o llatins de qualsevol raça.
La seva llengua tenia uns 380 parlants el 1990. Segons dades de la BIA del 1995, hi havia 1.175 apuntats al rol tribal, però segons el cens dels EUA del 2000 hi havia enregistrats 1.049 individus.

## Festivitats
La seva diada és el 14 de juliol, dia de Sant Bonaventura.

## Notables habitants del Pueblo Cochiti
- Rita Lewis (1920- 1991)
- Helen Cordero
- Lisa Holt,
- Virgil Ortiz,
- Diego Romero (artista)
- Mateo Romero (artista)

## Galeria d'imatges

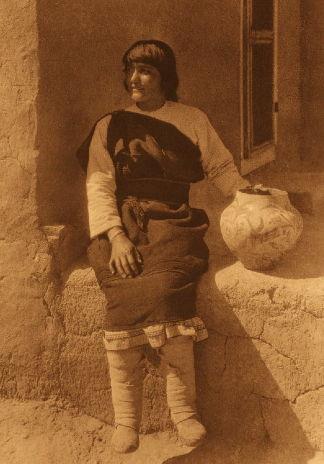
Aiyowitsa, de Cochiti.
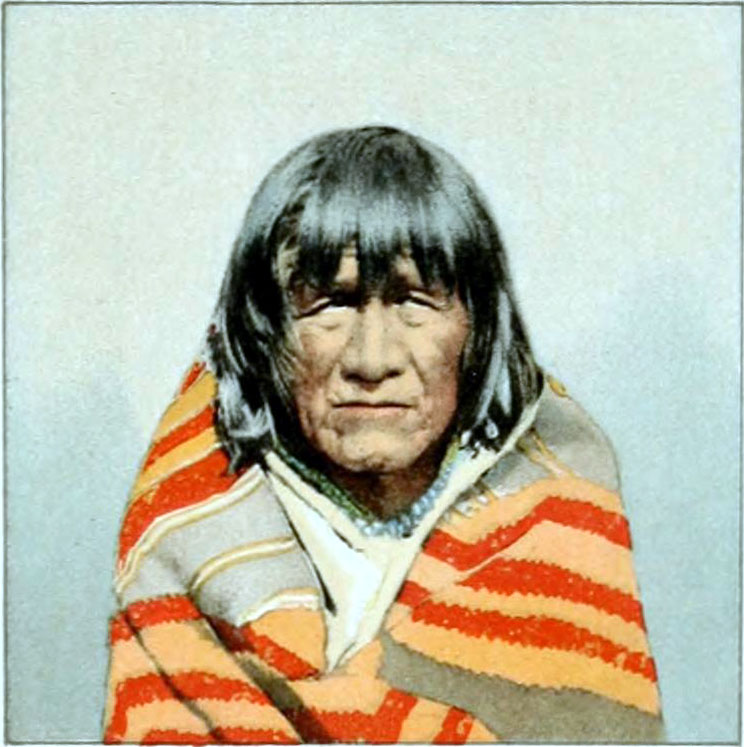
Home keres
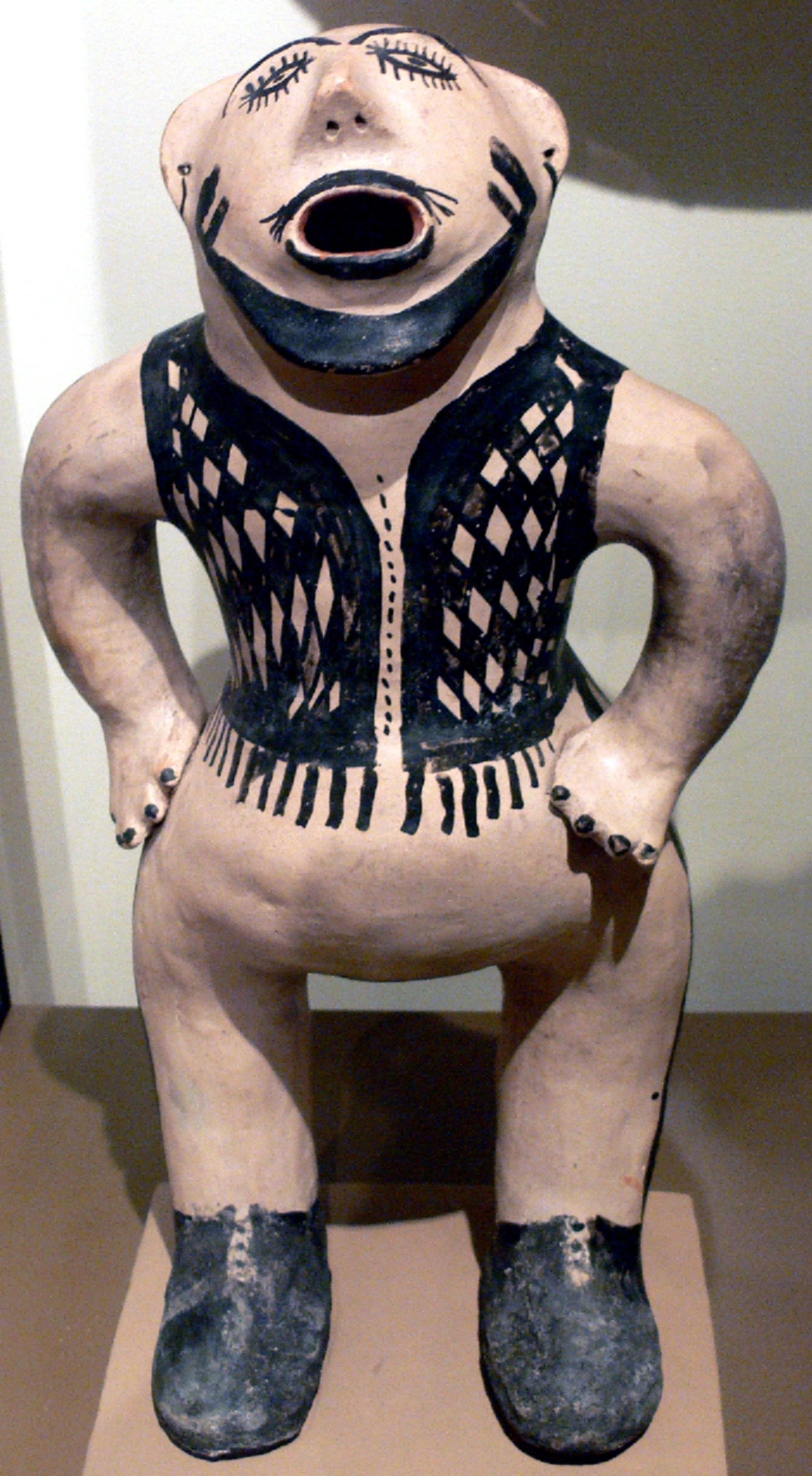
Escultura caricatura d'un home blanc